# Yngve Steen

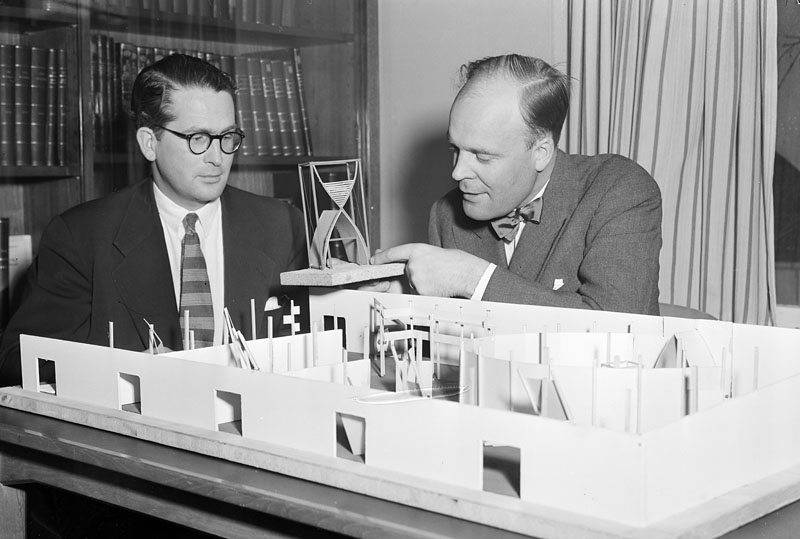
Yngve Steen och ingenjör Nils Nessen 1950 studerar en modell av en önskebostad som ska visas upp på Nordiska Byggnadsdagen.

Yngve Frans Olof Steen, född 13 augusti 1913 i Göteborg, död 6 oktober 1985 i Marbella, var en svensk arkitekt.
Steen utexaminerades från Chalmers tekniska högskola 1938, var studiestipendiat vid Svenska institutet i Rom 1939–1940, anställdes vid AB Svensk Byggtjänst 1942, blev utredningsman och chef för byggstandardiseringen vid Sveriges standardiseringskommission samt generalsekreterare för Nordisk byggnadsdag 1945. Han bedrev egen konsulterande verksamhet 1950–1961, blev chef för Svenska Riksbyggens småhusavdelning 1961 och var därefter chef för den tekniska marknadsföringen hos BPA-Svenska Riksbyggen till 1973. Han bedrev egen arkitektverksamhet och Colmena-gruppen 1973–1985.